# Mini ature
Mini ature es una especie de rana microhylidae muy pequeña endémica de Madagascar descrita en 2019. El nombre científico de la especie hace referencia a su tamaño, siendo un juego de palabras con la palabra miniatura. Aunque mide solo 14,9 mm (0,59 in) de longitud hocico-vena, es la especie más grande de su género. El holotipo de la especie tiene el dorso marrón claro, los lados beige, la parte inferior marrón oscuro con moteado beige que se vuelve beige cerca de la parte inferior, y los lados y la parte posterior de la cabeza marrón oscuro. Sólo se conoce en el Parque Nacional de Andohahela, en Anosy (Madagascar). Al igual que otras especies de su género, fue objeto de atención mediática cuando se describió por primera vez debido al juego de palabras de su nombre científico.

## Taxonomía y sistemática
Mini ature fue descrita en 2019 por el herpetólogo Mark Scherz y sus colegas a partir de un ejemplar adulto recogido en el Parque Nacional de Andohahela, en Anosy (Madagascar), en 2004. El nombre Mini ature es un juego de palabras con la palabra miniatura, en referencia al tamaño extremadamente pequeño de la especie. Se considera un sustantivo invariable (un sustantivo que no cambia sus terminaciones según el género del género).Junto con Mini mum y Mini scule, las otras dos especies de su género, la especie recibió publicidad cuando se describió por primera vez debido a su humorístico nombre científico.
Pertenece a la familia Microhylidae, una amplia familia de más de 650 especies de ranas, en su mayoría pequeñas. Está estrechamente emparentada con Mini scule, y estas dos especies forman un clado hermano de Mini mum. El estudio que describió la especie colocó al género Mini como hermano de Plethodontohyla, a pesar de que el primero es morfológicamente más similar a Stumpffia. Sin embargo, una filogenia de 2021 realizada por Alain Dubois y sus colegas sugiere que, para ser monofiléticos, tanto Plethodontohyla como Mini deberían agruparse con Cophyla. Esto haría que el nombre de la especie actual fuera Cophyla ature.
Los siguientes cladogramas muestran las diferentes filogenias encontradas por los estudios de 2019 y 2021:

## Descripción
Aunque Mini ature es una rana extremadamente pequeña y tiene una longitud hocico-vena de sólo 14,9 mm (0,59 pulgadas), es la especie más grande de su género. Tras 14 años de conservación en etanol al 70%, el holotipo de la especie tenía el dorso marrón claro, tornándose casi beige en los laterales. El lateral de la cabeza es marrón oscuro, mientras que una zona trapezoidal cerca del respiradero es marrón. A los lados, desde el orificio nasal, pasando por los ojos, las orejas y el cuerpo, hasta la ingle, hay un borde torcido y marcado. Por debajo del borde, el cuerpo es marrón oscuro con moteado beige, aclarándose a beige más abajo. Hay una fina franja beige sobre la espina dorsal, mientras que la zona de la nuca y la piel sobre los ojos es oscura.
M. ature tiene forma rectangular, la cabeza es más ancha que larga y más estrecha que el cuerpo. El hocico es ligeramente puntiagudo por arriba y puntiagudo por los lados y los orificios nasales no protuberantes están dirigidos hacia los lados y equidistantes entre la punta del hocico y los ojos. Los lores son planos y verticales. Los dedos segundo y cuarto están reducidos, mientras que el primero está muy reducido. El primer dedo está ausente y el segundo y el quinto están muy reducidos. Los dientes maxilares y premaxilares están presentes, pero los vomerinos están ausentes.
Dentro de su género, la especie se distingue por su mayor tamaño y sus extremidades posteriores más cortas. Puede diferenciarse de M. mum por la presencia de dientes maxilares y premaxilares, y de M. scule por sus nasales y encéfalo proporcionalmente más pequeños. Puede distinguirse de la mayoría de las Stumpffia por sus dientes maxilares y premaxilares, y de todas ellas por sus clavículas curvadas (huesos largos entre el omóplato y el esternón) y la pérdida o fusión del segundo carpo. Se desconocen las llamadas de la especie.

## Distribución
El único espécimen conocido de Mini ature se recogió en el Parque Nacional de Andohahela, en Madagascar, pero se desconoce su distribución total. Dado que la especie es más grande que M. mum y M. scule, su ecología puede diferir de la de éstas.

## Conservación
El estado de conservación de Mini ature no ha sido evaluado por la Unión Internacional para la Conservación de la Naturaleza, pero los autores del estudio en el que se describió recomendaron clasificarla como de datos deficientes debido a que su área de distribución y población son desconocidas y no pueden estimarse.